# ハインケル He 231
ハインケル He 231
ハインケル He 231
- 分類：垂直離着陸機
- 製造者：ハインケル
- 運用状況：退役

ハインケル He 231（VJ 101A）は、1950年代にドイツのハインケル社がソビエト連邦の侵攻によって滑走路が破壊されても飛行可能に出来るように開発を進めていた垂直離着陸機。
研究成果は後年EWR VJ 101の開発に役立てられたとされる。